# You Know My Name (Look Up the Number)
A You Know My Name (Look Up the Number) az angol rockzenekar, a The Beatles dala, amely eredetileg a Let It Be című kislemez B-oldalaként jelent meg 1970. március 6.-án. Habár ez volt az utolsó kislemezükön szereplő dal (és a utolsó előtti kislemezükön az Egyesült Államokban), mégis négy különálló szekcióban vették fel. Az első három felvétel 1967 májusa és júniusa között, az utolsó felvétel pedig 1969 áprilisában zajlott. A dalban Brian Jones,  a The Rolling Stones együttes egyik tagja is közreműködött, aki szaxofonon játszott.

## Zenei összetétele
A dal egy poénzene, bossa nova elemekkel kiegészítve. John Lennon egy telefonkönyv megtekintése után találta ki a szöveget és a címet. Ő azt mondta:
"Ez egy befejezetlen zenei darab volt, amit Paullal vígjátékká alakítottam. A házában vártam rá, és láttam, hogy a telefonkönyv a zongorán van azzal, hogy "Tudod a nevet, nézd meg a számot." Olyan volt, mint egy logó, és most megváltoztattam."
McCartney egyszer azt mondta a Beatles felvételelemzőjének, Mark Lewisohnnak: „[Az emberek] még csak most fedezik fel az olyan dolgokat, mint a You Know My Name (Look Up the Number)” – valószínűleg ez a kedvenc Beatles-számom!" Tovább magyarázta:
"Ez olyan őrült. Minden emlék... Úgy értem, mit tennél, ha egy srác, mint John Lennon, megjelenne a stúdióban, és azt mondaná: „Van egy új dalom”. Azt kérdeztem: "Mi a szavak?" és azt válaszolta: „Tudod a nevem, nézd meg a számot”. Megkérdeztem: "Mi a többi része?" – Nem, nincs más szó, ezek a szavak. És úgy akarom csinálni, mint egy mantrát!"
A társalgó rész hivatkozást tartalmaz Denis O'Dellre, az Egy nehéz nap éjszakája film társproducerére, akivel Lennon is dolgozott a Hogyan nyertem meg a háborút című filmben. A dal közben Lennon bemutatja McCartney-t, mint Denis O'Bell. Az utalás miatt a rajongók számos telefonhívást indítottak O'Dell otthonába, és azt mondták, hogy "Tudjuk a nevét, és most megkaptuk a számát."

## Rögzítés
Mind a négy Beatle részt vett az első három felvételen, melyet 1967. május 17-én, június 7-én és 8-án rögzítettek. Június 8-án vettek fel Brian Jones szaxofon szólóját.
A dal felvételei befejezetlenül és érintetlenül maradtak egészen 1969. április 30-ig, amikor Mal Evans segítségével John Lennon és Paul McCartney lefektették az összes éneksávot és további hangeffektusokat adtak hozzá. George Harrison és Ringo Starr nem vett részt ezen az utolsó ülésen. Nick Webb, az április 30-i ülés második hangmérnöke a következőképpen írta le az eseményt:
"John és Paul ekkoriban nem mindig jöttek ki olyan jól, de ehhez a dalhoz kimentek a stúdió emeletéből, és együtt énekeltek egy mikrofon körül. Még ekkor is azon gondolkodtam, hogy "mit csinálnak ezzel a régi négysávos kazettával, amikor felveszik ezeket a vicces darabokat erre a furcsa dalra?" De szórakoztató pálya volt."

## Megjelenés
Bár végül Beatles dalként adták ki, majdnem egy The Plastic Ono Band kislemez A-oldalaként jelent meg. Lennon eltökélt szándéka volt, hogy kiadja ezt a dalt és a What's the New Mary Jane számmal együtt (ez egy soha ki nem adott Beatles-dal volt, amelyet 1968 augusztusában rögzített John Lennon és Yoko Ono Geroge Harrisonnal közösen a Fehér Album felvételei során), és megszervezte, hogy az Apple mindkét dalt kiadja egy Plastic Ono Band kislemezen. 1969. november 26.-án, négy hónappal azután, hogy Brian Jones megfulladt az úszómedencéjében, Lennon átszerkesztette a dalt, így 4:19 hosszúságúra rövidítette le. A Plastic Ono Band kislemez Apple katalógusszámot (Apples 1002) és brit megjelenési dátumot (1969. december 5.) kapott. 1970 januárjában az Apple sajtónyilatkozatot adott ki, amelyben a lemezt Lennon és Ono énekléseként jellemezte, és „a mai világ legnagyszerűbb show-vállalkozásának nevei közül” támogatják, amelyről a sajtó úgy vélte, hogy a Beatlesre való vékonyan álcázott utalás volt. A lemezt a kiadás előtt törölték.
1970 márciusában a dal a Beatles Let It Be kislemezének B-oldalaként jelent meg, de magán a lemez kiadóján You Know My Name (Look Up My Number) néven (a helyes cím azonban megjelent a lemezhüvelyen). Az eredeti Plastic Ono Band kislemez katalógusszáma látható rajta, bár kikarcolva, a Let It Be kislemez eredeti brit préselésének kifutó barázdájában. A What's the New Mary Jane dalt a Beatles hivatalosan csak az Anthology 3 megjelenése során adta ki 1996-ban, bár a dal korábban több kalózváltozaton is megjelent.
A You Know My Name (Look Up the Number) volt az utolsó Beatles-dal, amely felkerült egy albumra, amelyet először adtak ki nagylemezen a Raritiesnél (amely bónuszlemezként került be a Brit és amerikai dobozos szett, a The Beatles Collection 1978-ban, és 1979-ben külön albumként adták ki az Egyesült Királyságban.) Az első amerikai album, amelyen a You Know My Name (Look Up the Number)"szerepel, a Rarities amerikai verziója volt, amelyet a Capitol Records adott ki 1980-ban. Az első CD-s verziót 1988-ban adták ki a Past Masters, Volume Two válogatásalbumon.
A lemez csak monó hangzásban volt elérhető egészen 1996-ig, amikor is kibővített sztereó mixet adtak ki az Anthology 2-re. Ez a mix azonban visszaállítja a dal egyes részeit, másokat azonban kihagyott belőle, amelyek az eredeti monó kislemezen jelentek meg, és jelentős különbségeket okoz a dal monó és sztereó változata között. Például a sztereó verzió végén korábban halkul el a zene, mint a monó változatnál.

## Közreműködik
Ian MacDonald állítása szerint:

### The Beatles
- John Lennon – ének, gitár, maracas
- Paul McCartney – ének, zongora, basszusgitár
- George Harrison – ének, gitár, vibrafon
- Ringo Starr – dob, bongo

### További zenészek
- Brian Jones – altszaxofon
- Mal Evans – hangeffektusok (lapát, kavics)

## Fordítás
Ez a szócikk részben vagy egészben  a   You Know My Name (Look Up The Number) című angol Wikipédia-szócikk fordításán alapul.  Az eredeti cikk szerkesztőit annak laptörténete sorolja fel. Ez a jelzés csupán a megfogalmazás eredetét és a szerzői jogokat jelzi, nem szolgál a cikkben szereplő információk forrásmegjelöléseként.

## Külső hivatkozások
Allan W. Pollack megjegyzése a You Know My Name (Look up The Number) című dallal kapcsolatban